# Nasim Pedrad
Nasim Pedrad (* 18. listopadu 1981, Teherán, Írán) je íránská herečka a komička. Nejvíce se proslavila jako členka televizní show Saturday Night Live (2009–2014).

## Životopis
Narodila se v Teheránu v Íránu, je dcerou Arasteh Amani a Parviz Pedrada. Její rodiče žili v Teheránu do roku 1984, kdy emigrovali do Spojených států. Její mladší sestra Nina Pedrar je scenáristka. Obě mluví plynně persky. Vyrostly v Irvine v Kalifornii a odmaturovaly na University High School. V roce 2003 úspěšně dokončila UCLA School of Theatre.

## Kariéra

### Začátky
Začala vystupovat se skupinou Sunday Company. Často vystupovala v show Me, Myself & Iran. Show byla vybrána pro HBO festival v Las Vegas v roce 2007. Získala ocenění LA Weekly za nejlepší komediální vystoupení roku.
V televizi se poprvé objevila v seriálu Gilmorova děvčata. V roce 2007 se objevila v cameo roli v seriálu The Winner. Vedlejší roli sestřičky Suri získala v seriálu Pohotovost. V roce 2009 se jako host objevila v seriálu It's Always Sunny in Philadelphia.

### 2009–současnost
V roce 2009 se připojila k obsazení show Saturday Night Live. Patří mezi pár herců vystupujících v show, kteří se narodili mimo Severní Ameriku a díky svým íránským kořenům je první ženou v show ze západní Asie.
V roce 2011 propůjčila svůj hlas pro animovaný seriálu stanice Fox Allen Gregory. Malou roli si zahrála ve filmu Hlavně nezávazně. V roce 2012 propůjčila svůj hlas pro animovaný film The Lorax a zahrála si ve filmu Diktátor. V roce 2013 znovu průpůjčila svůj hlas, tentokrát pro film Já, padouch 2. V roce 2014 opustila Saturday Night Live kvůli roli v seriálu Mulaney, který byl v roce 2015 zrušen. V roce 2012 se objevila ve dvou epizodách seriálu Nová holka. Jednu z hlavních rolí získala v seriálu stanice FOX Scream Queens.

## Filmografie

### Film
| Rok  | Název             | Role                     | Poznámky    |
| ---- | ----------------- | ------------------------ | ----------- |
| 2005 | The 73 Virgins    | Zahra                    | krátký film |
| 2008 | A Thousand Words  | Fotografka               | krátký film |
| 2011 | Hlavně nezávazně  | Scenáristka              |             |
| 2012 | Diktátor          | Moderátorka GMW          |             |
| 2012 | The Lorax         | Isabella Once-ler (hlas) |             |
| 2013 | Já, padouch 2     | Jillian (hlas)           |             |
| 2014 | Cooties           | Rebekkah                 |             |
| 2019 | Aladin            | Dalia                    |             |
| 2019 | Corporate Animals | Suzy                     |             |
| 2020 | Zoufalky          | Wesley                   |             |